# علم اجتماع الإرهاب

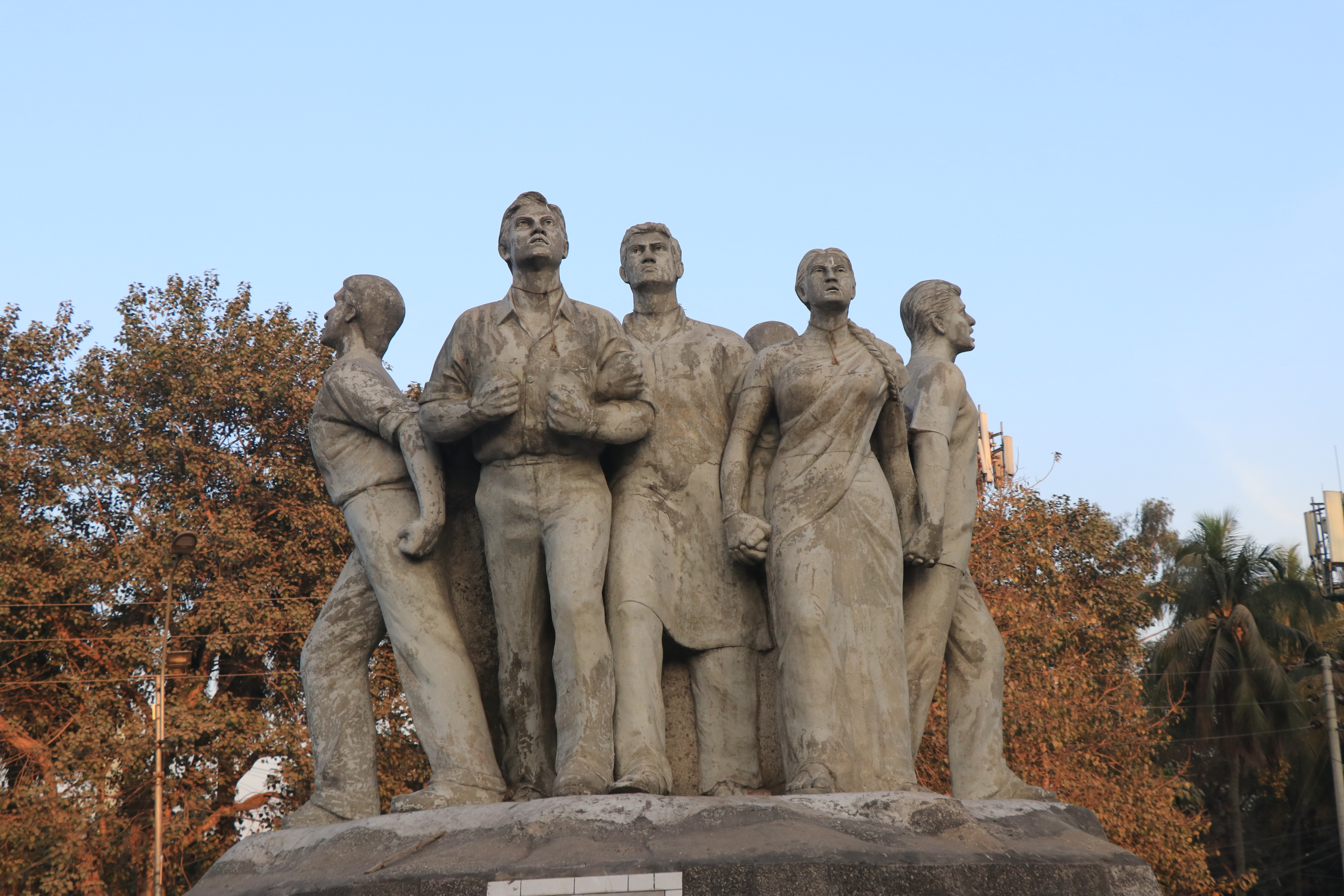
تمثال راجو التذكاري لمكافحة الإرهاب، جامعة دكا

علم اجتماع الإرهاب، أو سوسيولوجيا الإرهاب، هو مجال ناشئ في علم الاجتماع يسعى إلى فهم الإرهاب كظاهرة اجتماعية ولكيفية استجابة الأفراد وكذلك الدول لمثل هكذا أحداث. لا يجب الخلط بينه وبين دراسات الإرهاب النقدية التي تتداخل أحيانًا مع سيكولوجيا الإرهاب.

## نبذة تاريخية

### ما قبل هجمات 11سبتمبر
بعد هجمات 11 سبتمبر، أصبح هناك العديد من التقاليد الاجتماعية المتعلقة بالإرهاب، مثل الذعر الأخلاقي، والاستجابة التنظيمية والتغطية الإعلامية ومكافحة الإرهاب.
أتت الدراسة الأكثر شمولًا في تعريف الإرهاب من دراسة أجراها وينبرغ وبيدازر وهيرش-هوفلر في عام 2004، قاموا بدراسة 73 تعريفًا للإرهاب من 55 مقالة وخلصوا إلى أن الإرهاب هو: «تكتيك ذو دوافع سياسية يتضمن التهديد أو استخدام القوة أو العنف ويلعب السعي وراء الدعاية دورًا مهمًا فيه».
أشار وينبرغ وآخرون إلى أن تعاريف الإرهاب غالبًا ما تتجاهل الجوانب الرمزية للإرهاب. يمتلك علم الاجتماع وبسبب تركيزه على الرمزية، وجهة نظر فريدة تعطيه الأفضلية لتقييم الإرهاب من خلالها.

### مابعد هجمات 11 سبتمبر
منذ هجمات 11 سبتمبر، كان ماتيو ديفليم (جامعة كارولينا الجنوبية)، س.إيه. كوستانزا (جامعة ولاية كونيكتيكت المركزية) وجون سي كيلبورن جونيور (جامعة تكساس إيه آند إم الدولية) من بين مجموعة علماء اجتماع دعوا إلى تطوير حقل فرعي من علم الاجتماع يتعلق بالإرهاب. تشمل المواضيع الشائعة التي تشكل جزءًا من حوار علم اجتماع الإرهاب: الإنفاق العسكري ومكافحة الإرهاب والهجرة وقضايا الخصوصية والصراع الإسرائيلي الفلسطيني وفي هذه السياق تتم دراسة مسائل السلطة، وتعريف الإرهاب، والدعاية، والجنسية، ووسائل الإعلام...
درست أولى مراجعات الأقران بعد هجمات 11 سبتمبر استجابة الشرطة وردود فعل المواطنين على الإرهاب خلال هجمات 11 سبتمبر. اختُبر التفاعل بين أول المستجيبين (الشرطة وفرق الإنقاذ، إلخ) والمجتمعات. خمن راميراز وهوبس وكوينلان في عام 2003 بشكل صحيح أن منظمات الشرطة ستغير الأنماط الأساسية المتبعة لتحديد مواصفات الأشخاص، وأن وكالات الشرطة ستغير رسالة المنظمة بعد هجمات 11 سبتمبر. هناك سبب قوي يدعونا لنعتقد أن التعامل مع قضية الإرهاب يجعل حتى أصغر مراكز الشرطة المحلية عرضة للشعور بالضغط.
العمل الأحدث في مجال علم اجتماع الإرهاب عمل فلسفي ومتأمل ركز على قضايا مثل الذعر الأخلاقي والإفراط في الإنفاق بعد هجمات 11 سبتمبر. جادل كوستانزا وكيلبورن *(2005) في مقال بعنوان الأمن الرمزي الذعر الأخلاقي والرأي العام: تجاه علم اجتماع مكافحة الإرهاب، أن مسألة الرمزية لها أهمية كبيرة في سبيل فهم الحرب على الإرهاب.
بالاستناد إلى منظور تفاعلي رمزي كلاسيكي، يجادل البعض بأن شدة حساسية قضية أمن الوطن عند عامة الشعب، دفعت السياسة لاتباع التهديدات السطحية أكثر من التهديدات الحقيقية والملموسة. يجادل آخرون بأن الرمزية أدت إلى تمثيل سياسة «اليقظة المفرطة» في وكالات صنع القرار، وهي عملية مكلفة وغير قابلة للاختبار.
فكر بعض علماء الاجتماع والباحثين القانونيين في العواقب المحتملة للقيام بعمليات حفظ النظام الهجومية (أو العسكرية) بوجه التهديدات الإرهابية التي قد تكون ذات تأثير سلبي على حقوق الإنسان والتي تنال اهتمامًا كبيرًا من علماء الاجتماع باعتبارها مسألة تتعلق بالعدالة الاجتماعية. على سبيل المثال، في مقالة خاضعة لمراجعة الأقران بعنوان النمر الرابض والتنين الوهمي؟ دُرس الحوار حول الإرهاب الإلكتروني العالمي؛ يسأل هيلمز وكوستانزا وجونسون (2011) ما إذا كانت الضجة الإعلامية على المستوى الوطني قد تقود إلى المبالغة بالملاحقة المنهجية وغير الضرورية للإرهاب الإلكتروني. حذروا من أن مثل هذه المبالغة في رد الفعل قد تؤدي إلى سياسة «مفتاح الإيقاف» التي يمكن أن تمنح الحكومة الفيدرالية السلطة المطلقة على شبكة الإنترنت.
على الرغم من الفقر الكمي لعلم الاجتماع الحديث، يشير كيلبورن وكوستانزا وبورغيسن وماتشيك إلى وجود العديد من الانتقادات حول علمية ومنهجية عملية تقييم تأثير تدابير الأمن الوطني.
في علم الإجرام التقليدي، تتمثل نقطة البدء الأكثر قابلية للقياس الكمي، لقياس فعالية أي إستراتيجية بوليسية (أي مراقبة الأحياء أو مراقبة الأسلحة النارية أو دوريات المشاة، إلخ) بتقييم إجمالي التكاليف المالية مقابل معدلات التطهير أو معدلات الاعتقال. بما أن الإرهاب حدث وظاهرة نادرة، فقياس معدل الاعتقالات سيكون وسيلة ساذجة لاختبار فعالية الاستراتيجية.
إحدى المشكلات المنهجية الأخرى في تطوير علم اجتماع الإرهاب كحقل فرعي هي إيجاد إجراءات عملية للمفاهيم الأساسية في دراسة الأمن الوطني. الإرهاب والأمن الوطني مفهومان جديدان نسبيًا بالنسبة لعلماء علم الاجتماع، ولم يتفق الأكاديميون بعد على كيفية وضع تصور مناسب لهذه الأفكار.

## وجهات نظر اجتماعية

### التفاعل الرمزي
التفاعل الرمزي هو نظرية المستوى الجزئي التي تعتبر أن المعاني والأفكار والافتراضات المشتركة تشكل الدوافع الأساسية الكامنة وراء أفعال الشعوب. في التفاعل الرمزي، يُخلق العالم الاجتماعي من التفاعل المباشر وجها لوجه. يتصرف الأفراد بناءً على دلائل محسوسة يبدو أنها تتشكل من تلقاء نفسها. تعد عضوية المجموعة واحدة من أهم العوامل التي تحدد فيما إذا كانت تفسيرات الأفراد للواقع، تمكن التفاعل الرمزي من تفسير الجريمة وبالتالي الإرهاب.
يمكن تفسير الانحراف، الذي يندرج ضمنه الإرهاب، من خلال نظرية الوصم. نظرية الوصم هي «الاعتقاد بأن الأفراد يلاحظون باللاوعي كيف يراهم ويصنفهم الأخرين، وأن ردود أفعالهم على هذه التصنيفات، بمرور الوقت، تشكل أساس هويتهم الشخصية» تكوّن المجموعات الاجتماعية قواعد عن سلوك الناس المقبول في المجتمع، وعندما تُكسر قاعدة ما، يحدد المجتمع الفعل بأنه منحرف، يصبح الشخص منحرفًا فقط عندما يكون رد الفعل الاجتماعي على الفعل المُرتكب يصنفه على أنه منحرف، ويُشار إلى هذا الفعل الأصلي بأنه الانحراف الأساسي. وضع الأشخاص تحت تصنيف الانحراف يجعل هؤلاء الأشخاص يرون أنفسهم منحرفين، مما يؤدي إلى قيام الشخص المذكور بالمزيد من الأعمال المنحرفة، يشار إلى كل فعل من هذه باسم الانحراف الثانوي. يمكن أن يتحول الانحراف الثانوي بسرعة إلى وصمة عار، وهي تصنيف يغير الطريقة التي يرى بها الناس الشخص، والطريقة التي ينظر بها الشخص إلى نفسه. وفقًا لنظرية التفاعل الرمزي، يتم التعامل مع الإرهاب كسلوكيات مُتعلَمة. يتعلم أي شخص كيفية ممارسة الإرهاب من خلال التعامل مع الإرهابيين. الانخراط ضمن مجموعة مهم في عملية التعلم، ويتم تنظيم الأعضاء عند انضمامهم مجموعات في رؤية مماثلة للواقع. أفضل طريقة لتحقيق ذلك هي خرط أعضاء جدد في الأعمال الإرهابية، مما يؤدي لأن تصبح المنظمة الإرهابية نقطة المرجعية الوحيدة لأعضائها.
تلعب نظرية التعلم الاجتماعي دورًا في التنشئة الاجتماعية للسلوكيات الإرهابية. تنص نظرية التعلم على أن الشخص يصبح منحرفًا بسبب كثرة التعاريف التي تدعم مفهوم السلوك المنحرف مقابل التعاريف المعارضة لمثل هذه السلوكيات. تقسم هذه النظرية إلى أربع آليات تعليمية: الارتباط التفاضلي والتعاريف والتعزيز التفاضلي والتقليد.
آلية التعلم الأولى هي الارتباط التفاضلي، والذي يشير إلى «التفاعل والارتباط المباشر مع آخرين منخرطين في أنواع معينة من السلوكيات أو يعبرون عن مبادئ وقيم ومواقف تشجع مثل هذا السلوك، بالإضافة إلى الارتباط غير المباشر والتوافق مع مجموعات مرجعية أبعد». يرتبط الفرد بشكل مختلف مع مجموعات توفر له السياق الذي يتم فيه التعلم الاجتماعي.
كلما زادت أفضلية وكثافة ومدة وتكرار الارتباط التفاضلي، زاد التأثير على السلوك. وبالتالي تقول النظرية فيما يتعلق بالإرهاب: كلما زادت صلة الشخص بالمنظمة الإرهابية، يزداد الاحتمال عنده لإظهار سلوكيات إرهابية.
آلية التعلم الثانية هي التعاريف. تشير التعاريف إلى «منظومة أفكار وقيم الفرد بشأن السلوك المقبول وغير المقبول». يتم تعلم هذه القيم وتعزيزها من خلال الارتباط التفاضلي. هناك نوعان من التعاريف، التعريف العام والتعريف الخاص. تتضمن التعاريف العامة طيفًا واسعًا من المعتقدات حول المطابقة، وتتأثر بالوسائل التقليدية وغالبًا ما تتأثر بالقيم الدينية أو الأخلاقية. يُنظر إلى التعاريف الخاصة على أنها تلك التي تضع الفرد بصف أفعال إجرامية معينة. كلما زاد عدد التعاريف، يزداد احتمال انخراط الشخص في السلوك الإجرامي. لذلك كلما زادت لدى الفرد التعاريف التي تدعم السلوك الإرهابي، تزداد فرص ارتكابه لأعمال إرهابية.
آلية التعلم الثالثة هي التعزيز التفاضلي. التعزيز التفاضلي «يشير إلى توازن المكافآت والعقوبات المتوقعة أو الفعلية التي تعقب السلوك». الفرد الذي يمتنع عن ارتكاب جريمة يستند بذلك إلى التوازن بين المكافآت أو العقوبات، في الماضي والحاضر وما هو متوقع في المستقبل، التي ستعقب أفعاله. فيما يتعلق بالإرهاب، كلما زاد تفاعل الشخص الاجتماعي المباشر أو غير المباشر مع الإرهاب، كلما زاد احتمال ارتكابه لعمل إرهابي.
آلية التعلم الرابعة والأخيرة هي التقليد. «التقليد هو فكرة انخراط الأفراد في سلوكيات سبق لهم أن رأوا آخرين يفعلونها». تحدد الشخصيات التي تتم مراقبتها والسلوكيات التي تتم مشاهدتها والعواقب المترتبة على تلك السلوكيات مدى تقليد الفرد لسلوك ما. كل هذه الأشياء يجب أن تتوفر من أجل أن يقلد الفرد الإرهابي.